# Coro polifonico Santa Cecilia
Il Coro Città di Piazzola sul Brenta ha sede a Piazzola sul Brenta (PD), è diretto dal maestro Paolo Piana.

## Storia
Il “ Coro Città di Piazzola sul Brenta” si costituisce nel 1993 sotto la direzione del M. Paolo Piana. La vocalità e la fusione delle voci, caratteristiche che lo contraddistinguono e che sono unanimemente riconosciute da giurie ed esperti, hanno consentito al coro di raggiungere, in pochi anni, i più alti vertici di merito, per una formazione non professionistica, come dimostrano i numerosi primi premi vinti in concorsi e rassegne nazionali ed internazionali.
Il suo repertorio attinge a tutti i periodi della musica: da quella antica fino alla moderna, passando per quella rinascimentale, barocca, romantica, con particolare attenzione allo studio del Canto Gregoriano.
Si ricordano monografie dedicate a G.P. da Palestrina, C. Monteverdi, G. Carissimi, A. Scarlatti, J.A. Bruckner, J.G. Rheinberger, oltre che alla rappresentazione di grandi opere sacre di A. Vivaldi, di G.F. Händel, di G. Faurè, di W.A. Mozart, di J. Haydn, di L.W. Beethoven, di J.S. Bach, di G. Rossini, in collaborazione con grandi orchestre e solisti affermati. Con la supervisione del Gran Teatro La Fenice di Venezia è stata rappresentata l'Opera prima “Tutto in Lui”, oratorio dedicato alla vita di S. PIO X nelle sue varie ricorrenze e l'opera “Passio Domini nostri Jesu Christi” di Mansueto Viezzer. È stato scelto come compagine corale, unitamente all'orchestra “I Cameristi del Gran Teatro La Fenice” e a solisti di fama internazionale, per la commemorazione ufficiale in Bergamo del grande direttore Gianandrea Gavazzeni, nel decennale della sua morte, eseguendo, in tale occasione, la Messa da Requiem di Mozart. Il coro ha poi partecipato alla commemorazione, nel primo lustro dalla morte, dell'illustre Maestro Giuseppe Sinopoli, proponendo la Messa in Do M. di Beethoven.
È stato inoltre protagonista, in collaborazione con l'Orchestra dell'”Accademia di San Giorgio di Venezia”, dell'esecuzione del Requiem di Mozart, presso il teatro C. Goldoni di Venezia, in occasione della chiusura delle celebrazioni per il 250º anniversario della nascita del compositore austriaco.
Numerose le collaborazioni con Fondazioni e Programmazioni artistiche: con la Fondazione Cassa di Risparmio del Veneto per la manifestazione “Apparizioni Musicali”, con la Scuola Grande di San Rocco di Venezia – Studium Cattolico Veneziano per il progetto “Musica e Spiritualità, con la città di Busto Arsizio nelle Rassegne di Musica Organistica e Polifonica e con l'”Associazione Musicale  Mons. Paolo Borroni” in varie proposte artistiche, con l‟Accademia Organistica Bolognese in “Un patrimonio da ascoltare”, con la Provincia di Padova per le proposte musicali “In Scena” e “Villeggiando”, con il Comune di Padova nella “Giornata dell'ascolto”, con la “Fondazione G.E. Ghirardi” di Piazzola sul Brenta per i concerti in Villa Contarini. Il coro può esibire anche una non trascurabile produzione discografica.

## Tournée
Tutti gli eventi ai quali partecipa il Coro Città di Piazzola sul Brenta sono pubblicati nel sito www.coropiazzola.it